# Carol J. Clover
Carol Jeanne Clover (Tulare, 31 de julho de 1940) é uma professora de estudos de cinema, de linguagem retórica e mitologia escandinava na Universidade da Califórnia em Berkeley. Ela tem sido amplamente estudada em suas áreas de especialização. Seu livro Men, Women, and Chainsaws: Gender in the Modern Horror Film (1992) alcançou popularidade, e a escritora é creditada com a desenvolvedora da teoria da "final girl" neste livro, que mudou tanto concepções populares quanto acadêmicas de gêneros em filmes de terror.